# 古斯·高斯林
里昂·艾倫·「古斯」·高斯林（英語：Leon Allen "Goose" Goslin，1900年10月16日—1971年5月15日），為美國職棒大聯盟的外野手。生涯一共效力過參議員（現雙城隊）、布朗（現金鶯隊）與老虎等隊。
他生涯有11次單季打擊率超過3成，並在1928年拿下美聯打擊王。那年他3成79的打擊率也是參議員的隊史紀錄。他生涯3成16的打擊率是大聯盟外野手史上第七高，他生涯拿過兩次世界大賽冠軍。1968年，高斯林入選名人堂。

## 職業生涯

### 生涯早期
1921年9月16日，高斯林登上大聯盟。該年他僅出賽14場比賽，上壘率就高達3成51。球隊也看中了他的潛力，並在隔年讓他進入球隊的先發名單。1922年，他的打擊率為3成24，他也站穩了球隊的左外野防區。1923年，他的打擊率為3成，並有著99分打點。而且他還以18支三壘安打成吳美聯的三壘安打王。

### 第一次連兩年世界大賽（1924與1925年）
1924年，高斯林以3成44的打擊率與129分打點驚艷了整個大聯盟。球隊也靠著老將華特·強森與高斯林拿下單季92勝，並順利打進隊史首次世界大賽。高斯林在世界大賽的打擊率高達3成44，並敲出3轟與7分打點。他還締造了世界大賽連續6場比賽擊出安打的紀錄，最終參議員順利擊敗巨人，拿下世界大賽冠軍。
1925年球季，高斯林的表現依舊很強勢。他以3成34的打擊率，72支長打與113分打點的成績幫助球隊連續兩年闖進世界大賽。這年的世界大賽，高斯林依舊有著3轟與6分打點，還有6成92的長打率，不過最後球隊不敵有派·崔諾、凱凱·開勒與麥克斯·卡瑞等三位名人堂球員領銜的海盜隊。
儘管這兩年有著強勢的打擊表現，不過高斯林並未在這兩年拿下美聯MVP，反而是他的隊友Roger Peckinpaugh和華特·強森分別拿下此獎。

### 1928年打擊王
1926年與1927年，高斯林的打擊率分別為3成54與3成34。1928年，高斯林打出他的生涯年，他以單季3成79的打擊率拿下打擊王。這年他4成42的上壘率、6成14的長打率與17支全壘打都名列美聯第三。
高斯林與隊友海尼·曼納許一直到球季的最後一天都還在競爭打擊王寶座。當時高斯林的打擊率略為領先曼納許，因此他在最後一場比賽決定坐板凳，因為他要是他上場打擊未能擊出安打，那麼曼納許就會成為打擊王。不過他的隊友們一直在刺激高斯林，覺得他沒有膽量挑戰打擊王，最後高斯林受不了刺激拎著球棒上場打擊。高斯林在打擊區上很快就獲得了兩好球，當時高斯林還故意與主審爭吵好球帶，想藉此機會被驅逐出場（如此一來這個打席就不會計算在內）。不過主審似乎發現他的意圖，因此不論如何高斯林怎麼和主審爭吵，他都不為所動。結果最後高斯林敲出了安打，並順利拿下打擊王。高斯林事後也回憶那是一支「幸運」的安打。

### 布朗隊與重返參議員隊
1929年，高斯林的打擊率下滑至2成88。1930年球季前兩個月，高斯林的打擊率還是沒有起色。後來他在季中被交易至布朗隊，換取海尼·曼納許和Alvin Crowder兩名球員。之後他在剩餘的球季繳出3成26的打擊率，並敲出30轟與100分打點。1931年，高斯林的打擊率為3成28，單季42支二壘安打為生涯新高。另以76支長打與104分打點。
1932年，高斯林的打擊率稍微下滑至2成99，不過他還是有著104分打點。這年的開幕戰，高斯林帶著一支有著12條綠色直條紋的球棒上場打擊。不過美聯主席在隔天宣布這支球棒是違法的。該年球季結束後，他被交易回參議員隊。1933年，參議員再次闖進世界大賽。不過參議員並沒有拿下冠軍。這年高斯林寫下他自菜鳥年以來最差的成績。單季長打率僅4成52，打點只有64分。

### 第二次連兩年世界大賽（1934與1935年）
參議員在1933年世界大賽失利後，便將高斯林交易至老虎隊，換來John Stone。老虎隊當時陣中已擁有查理·蓋林傑與漢克·格林伯格兩位球星，1933年休賽季又交易來高斯林與米奇·寇克蘭。陣容已達成完全體的老虎隊也在1934年強勢進入世界大賽。當時紅雀隊4勝3敗擊敗老虎拿下冠軍，不過當時的世界大賽，有許多不利於老虎隊的判決，甚至在第七戰還發生滑壘鏟傷人的意外。紅雀隊的喬·梅德威克也因此在第七場守備時被老虎球迷丟食物果皮，最後被大聯盟主席強迫退場。
1935年，老虎隊再次闖進世界大賽。高斯林在第6場比賽擊出了再見安打，這支安打也幫助老虎隊順利封王。
高斯林也是唯三位在兩場不同世界大賽擔任最後一名打者的球員。他在1925年世界大賽吞下再見三振，在1935年世界大賽擊出再見安打。高斯林和寇克蘭也是唯二位能夠參與5次世界大賽的非洋基球員。

### 生涯晚期
1936年，高斯林的打擊率還有3成15，不過到了隔年便下滑至2成38。1936年7月28日，高斯林擊出了棒球史上最詭異的一支全壘打。他當時將球擊向中右外野，洋基隊的兩位外野手喬·迪馬喬與Myril Hoag在追求的途中相撞倒地，而且兩人都發生短暫昏迷。高斯林也趁此機會跑出場內全壘打。1937年球季結束後，老虎隊將高斯林釋出。最後他加入老東家參議員。然而他在1938年僅出賽38場比賽，打擊率僅1成58。該年球季結束後他也在1A擔任球員兼教練，隨後宣布退休。
高斯林在他18個職業賽季中，他生涯的打擊率為3成16，並擊出2735支安打與1612分打點。而他有11個賽季達成單季超過100分打點。1924年，他力壓貝比·魯斯拿下打點王。魯斯也因此無法拿下打擊三冠王。而高斯林也有11個賽季達成單季超過3成打擊率。
在所有非洋基球員當中，高斯林是在舊洋基體育場擊出最多全壘打的球員。他生涯在洋基體育場敲出32支全壘打。

## 個人生活
1968年，高斯林和Kiki Cuyler一同入選名人堂。當高斯林知道自己入選時，還喜極而泣的說：「我真的很幸運！」1999年，高斯林被The Sporting News評選為美國史上最傑出的百大棒球員當中的第89名。另外在運動畫刊出版的《紐澤西州最傑出的50大運動員》中，他們將高斯林名列第6位。
高掛球鞋之後，高斯林便在德拉瓦灣開啟了租船公司，直到1969年退休。1971年，他在布里吉頓去世，享年70歲。

## 延伸閱讀
- Sarnoff, Gary A. . McFarland. 2009  [January 14, 2020]. ISBN 9780786454822.
- Ritter, Lawrence. . Harper Collins. 1992  [January 14, 2020]. ISBN 9780688112738.
- Waltzer, Jim. . Rutgers University Press. 2001  [January 14, 2020]. ISBN 9780813530079.
- Zardetto, Ray. . McFarland. 2010  [January 14, 2020]. ISBN 9780786452200.

## 外部連結
- 球員資訊和成績在MLB，ESPN，Retrosheet ，Baseball Reference ，Baseball Reference (Minors) ，Fangraphs ，The Baseball Cube （英文）
- 古斯·高斯林在台灣棒球維基館上的頁面（繁體中文）

| 前任： Baby Doll Jacobson | 完全打擊 1924年8月28日 | 繼任： Kiki Cuyler |